# Lijst van nummer 1-hits in Zwitserland in 2013
Deze hits stonden in 2013 op nummer 1 in de Schweizer Hitparade, de bekendste hitlijst in Zwitserland.
| Datum        | Artiest                       | Titel          |
| ------------ | ----------------------------- | -------------- |
| 6 januari    | Rihanna                       | Diamonds       |
| 13 januari   | PSY                           | Gangnam style  |
| 20 januari   | will.i.am & Britney Spears    | Scream & shout |
| 27 januari   | will.i.am & Britney Spears    | Scream & shout |
| 3 februari   | will.i.am & Britney Spears    | Scream & Shout |
| 10 februari  | DJ Antoine                    | Bella vita     |
| 17 februari  | will.i.am & Britney Spears    | Scream & shout |
| 24 februari  | Macklemore, Ryan Lewis & Wanz | Thrift shop    |
| 3 maart      | Macklemore, Ryan Lewis & Wanz | Thrift shop    |
| 10 maart     | Macklemore, Ryan Lewis & Wanz | Thrift shop    |
| 17 maart     | Macklemore, Ryan Lewis & Wanz | Thrift shop    |
| 24 maart     | Macklemore, Ryan Lewis & Wanz | Thrift shop    |
| 31 maart     | Passenger                     | Let her go     |
| 7 april      | Passenger                     | Let her go     |
| 14 april     | Passenger                     | Let her go     |
| 21 april     | Passenger                     | Let her go     |
| 28 april     | Passenger                     | Let her go     |
| 5 mei        | Daft Punk & Pharrell Williams | Get lucky      |
| 12 mei       | Daft Punk & Pharrell Williams | Get lucky      |
| 19 mei       | Daft Punk & Pharrell Williams | Get lucky      |
| 26 mei       | Beatrice Egli                 | Mein Herz      |
| 2 juni       | Daft Punk & Pharrell Williams | Get lucky      |
| 9 juni       | Robin Thicke, T.I. & Pharrell | Blurred lines  |
| 16 juni      | Robin Thicke, T.I. & Pharrell | Blurred lines  |
| 23 juni      | Robin Thicke, T.I. & Pharrell | Blurred lines  |
| 30 juni      | Robin Thicke, T.I. & Pharrell | Blurred lines  |
| 7 juli       | Robin Thicke, T.I. & Pharrell | Blurred lines  |
| 14 juli      | Robin Thicke, T.I. & Pharrell | Blurred lines  |
| 21 juli      | Avicii                        | Wake me up     |
| 28 juli      | Avicii                        | Wake me up     |
| 4 augustus   | Avicii                        | Wake me up     |
| 11 augustus  | Avicii                        | Wake me up     |
| 18 augustus  | Avicii                        | Wake me up     |
| 25 augustus  | Avicii                        | Wake me up     |
| 1 september  | Avicii                        | Wake me up     |
| 8 september  | Avicii                        | Wake me up     |
| 15 september | Avicii                        | Wake me up     |
| 22 september | Avicii                        | Wake me up     |
| 29 september | Avicii                        | Wake me up     |
| 6 oktober    | Avicii                        | Wake me up     |
| 13 oktober   | Avicii                        | Wake me up     |
| 20 oktober   | James Blunt                   | Bonfire heart  |
| 27 oktober   | James Blunt                   | Bonfire heart  |
| 3 november   | James Blunt                   | Bonfire heart  |
| 10 november  | Klingande                     | Jubel          |
| 17 november  | Eminem & Rihanna              | The monster    |
| 24 november  | Eminem & Rihanna              | The monster    |
| 1 december   | Eminem & Rihanna              | The monster    |
| 8 december   | Milky Chance                  | Stolen dance   |
| 15 december  | Milky Chance                  | Stolen dance   |
| 22 december  | Milky Chance                  | Stolen dance   |
| 29 december  | Milky Chance                  | Stolen dance   |